# Van Amersfoort Racing

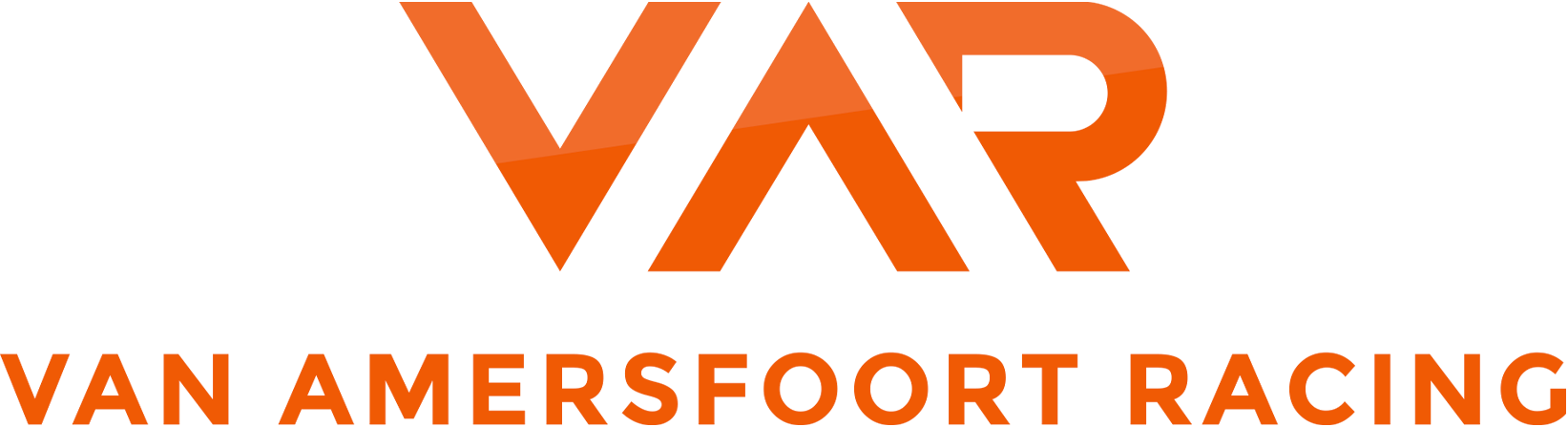
Logo des Teams

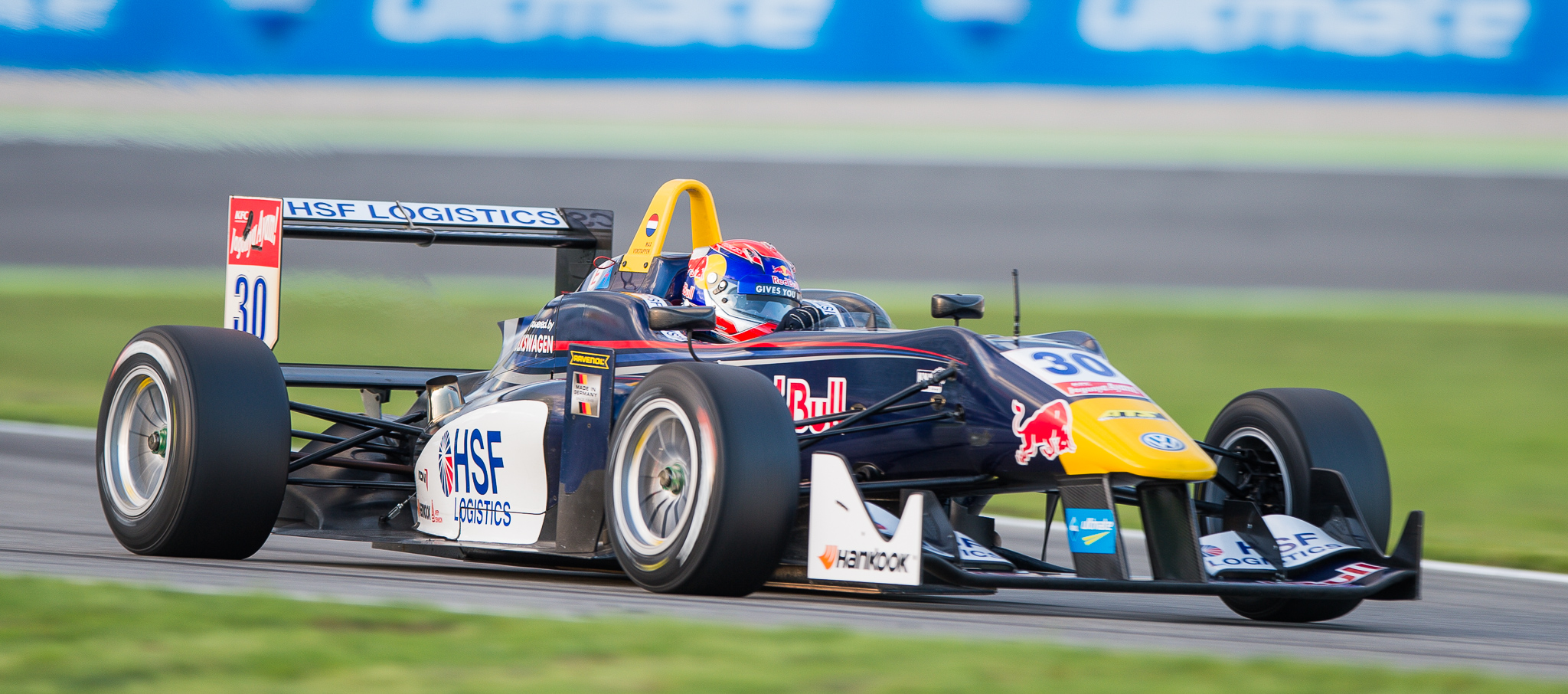
Max Verstappen in einem Van-Amersfoort-Boliden bei einem deutschen Formel-3-Rennen am Hockenheimring 2014

Van Amersfoort Racing (kurz: VAR) ist ein niederländischer Rennstall, der 1975 von Frits van Amersfoort gegründet wurde. In der Saison 2020 ist das Team in der Formula Regional European Championship, der Euroformula Open, der italienischen Formel-4-Meisterschaft und der deutschen ADAC-Formula-4-Meisterschaft vertreten. Zu den bedeutenden Fahrern in der Geschichte VARs zählen neben den aktuellen Formel-1-Piloten Charles Leclerc und Max Verstappen sowie weitere Fahrer wie Mick Schumacher oder Jos Verstappen.

## Formula Regional European Championship
Nachdem Van Amersfoort nur eines von drei Teams war, die sich für die Formula European Masters angemeldet hatten, wurde die als Ersatz für die europäische Formel 3 vorgesehene Serie kurzfristig abgesagt. Als Ersatz dafür nahm das Team an der Formula European Regional Championship teil, auch da sie zu großen Teilen parallel mit der italienischen Formel 4 abgehalten wird, an der Van Amersfoort ebenfalls teilnimmt. Das erste Rennen der Meisterschaft in Le Castellet war außerdem das erste Rennen von Sophia Flörsch, nach deren Unfall in Macau 2018. Neben Flörsch gingen in der Saison 2019 Alexandre Bardinon und Dan Ticktum in der Serie an den Start.

## Euroformula Open
Neben der Rennen in der Formula Regional-European-Championship tritt Van Amersfoort Racing in der Saison 2020 ebenfalls in der Euroformula Open an. Dafür wird das Team auf bereits im Besitz befindliche Dallara 317 Chassis zurückgreifen. Um den Ansprüchen zu genügen, muss jedoch ein Upgrade auf die neuen, mit Halo ausgestatteten, F-320 Chassis verbaut werden. Das Team beteuerte im Zuge der Tests, dass es weiterhin Interesse an Formel-3-Meisterschaften hat.

## Formel 4
Van Amersfoort setzte 2019 in der deutschen wie in der italienischen Formel 4 die gleichen Fahrer ein.
In der Saison 2019 konnte Dennis Hauger für das Team das Rennen im Rahmen des Formel 1 Wochenendes am Hockenheimring für sich entscheiden, kollidierte jedoch gegen Ende mit seinem Teamkollegen Niklas Krütten. Hauger wurde Vizemeister 2019 Vizemeister der deutschen Formel 4 und in der Mannschaftswertung erreichte Van Amersfoort den zweiten Platz hinter US Racing - CHRS.
In der italienischen Formel 4 wurde Dennis Hauger währenddessen Meister und Van Amersfoort konnte vor dem Prema Powerteam den Mannschaftstitel erreichen.
Für die Saison 2020 tritt Van Amersfoort mit den beiden Red Bull Junior Piloten Jonny Edgar und Jak Crawford sowohl in der italienischen als auch in der deutschen Formel 4 Meisterschaft an.

## Erfolge

### Ergebnisse in der europäischen Formel-3-Meisterschaft
| Jahr | Fahrer             | Motor      | 1         | 2         | 3         | 4         | 5         | 6         | 7        | 8         | 9         | 10        | 11        | 12        | 13        | 14        | 15        | 16        | 17        | 18        | 19        | 20        | 21        | 22        | 23       | 24       | 25        | 26        | 27        | 28        | 29        | 30        | 31       | 32       | 33        | Fahrer-wertung | Punkte |
| ---- | ------------------ | ---------- | --------- | --------- | --------- | --------- | --------- | --------- | -------- | --------- | --------- | --------- | --------- | --------- | --------- | --------- | --------- | --------- | --------- | --------- | --------- | --------- | --------- | --------- | -------- | -------- | --------- | --------- | --------- | --------- | --------- | --------- | -------- | -------- | --------- | -------------- | ------ |
| 2012 | Lucas Auer         | Volkswagen |           |           |           |           |           |           |          |           |           |           |           |           |           |           |           |           |           |           |           |           |           |           |          |          |           |           |           |           |           |           |          | HOC 1 7  | HOC 2 DNF | NC             | 0      |
| 2012 | Dennis van de Laar | Volkswagen |           |           |           |           |           |           |          |           |           |           |           |           |           |           |           |           |           |           |           |           |           |           |          |          |           |           |           |           |           |           |          | HOC 1 14 | HOC 2 16  | NC             | 0      |
| 2013 | Sven Müller        | Volkswagen | MNZ 1 12  | MNZ 2 9   | MNZ 3 22  | SIL 1 12  | SIL 2 DNF | SIL 3 DNF | HOC 1 4  | HOC 2 8   | HOC 3 7   | BRH 1 DNF | BRH 2 4   | BRH 3 4   | RBR 1 6   | RBR 2 DNF | RBR 3 DNF | NOR 1 DNF | NOR 2 17  | NOR 3 10  | NÜR 1 10  | NÜR 2 6   | NÜR 3 DNF | ZAN 1 10  | ZAN 2 7  | ZAN 3 22 | VAL 1 8   | VAL 2 8   | VAL 3 DNF | HOC 1 3   | HOC 2 6   | HOC 3 7   |          |          |           | 9.             | 122    |
| 2013 | Måns Grenhagen     | Volkswagen | MNZ 1 DNF | MNZ 2 DNF | MNZ 3 DNS | SIL 1 14  | SIL 2 21  | SIL 3 12  | HOC 1 19 | HOC 2 17  | HOC 3 19  | BRH 1 24  | BRH 2 EX  | BRH 3 DNF | RBR 1 DNF | RBR 2 24  | RBR 3 DNF |           |           |           |           |           |           |           |          |          |           |           |           |           |           |           |          |          |           | 26.            | 0      |
| 2013 | Dennis van de Laar | Volkswagen | MNZ 1 9   | MNZ 2 10  | MNZ 3 DNF | SIL 1 18  | SIL 2 12  | SIL 3 DNF | HOC 1 13 | HOC 2 6   | HOC 3 14  | BRH 1 DNF | BRH 2 17  | BRH 3 DNF | RBR 1 23  | RBR 2 25  | RBR 3 DNF | NOR 1 DNF | NOR 2 18  | NOR 3 13  | NÜR 1 23  | NÜR 2 19  | NÜR 3 15  | ZAN 1 11  | ZAN 2 15 | ZAN 3 23 | VAL 1 14  | VAL 2 16  | VAL 3 9   | HOC 1 8   | HOC 2 9   | HOC 2 12  |          |          |           | 20.            | 22     |
| 2014 | Max Verstappen     | Volkswagen | SIL 1 DNF | SIL 2 5   | SIL 3 2   | HOC 1 DNF | HOC 2 DNS | HOC 3 1   | PAU 1 3  | PAU 2 DNF | PAU 3 DNF | HUN 1 DNF | HUN 2 16  | HUN 3 4   | SPA 1     | SPA 2 1   | SPA 3 1   | NOR 1     | NOR 2 1   | NOR 3 1   | MSC 1 3   | MSC 2 DNF | MSC 3 2   | RBR 1 5   | RBR 2 4  | RBR 3 12 | NÜR 1     | NÜR 2 DNF | NÜR 3     | IMO 1 DNF | IMO 2     | IMO 3 1   | HOC 1    | HOC 2 5  | HOC 3 6   | 3.             | 411    |
| 2014 | Jules Szymkowiak   | Volkswagen | SIL 1 19  | SIL 2 24  | SIL 3 20  | HOC 1 DNF | HOC 2 16  | HOC 3 16  | PAU 1 19 | PAU 2 DNF | PAU 3 14  | HUN 1 6   | HUN 2 19  | HUN 3 15  | SPA 1 9   | SPA 2 DNF | SPA 3 8   | NOR 1 18  | NOR 2 DNF | NOR 3 DNF | MSC 1 11  | MSC 2 12  | MSC 3 13  | RBR 1 DNF | RBR 2 9  | RBR 3 15 | NÜR 1 17  | NÜR 2 14  | NÜR 3 10  | IMO 1 DNF | IMO 2 15  | IMO 3 14  | HOC 1 22 | HOC 2 15 | HOC 3 20  | 20.            | 17     |
| 2014 | Gustavo Menezes    | Volkswagen | SIL 1 16  | SIL 2 13  | SIL 3 18  | HOC 1 DNF | HOC 2 21  | HOC 3 9   | PAU 1 15 | PAU 2 13  | PAU 3 DNF | HUN 1 17  | HUN 2 7   | HUN 3 8   | SPA 1 6   | SPA 2 3   | SPA 3     | NOR 1 DNF | NOR 2 10  | NOR 3 5   | MSC 1 10  | MSC 2 15  | MSC 3 12  | RBR 1 7   | RBR 2 5  | RBR 3 8  | NÜR 1 14  | NÜR 2 13  | NÜR 3 13  | IMO 1 8   | IMO 2 8   | IMO 3 9   | HOC 1 8  | HOC 2 9  | HOC 3 16  | 11.            | 91     |
| 2015 | Charles Leclerc    | Volkswagen | SIL 1 12  | SIL 2     | SIL 3 1   | HOC 1 3   | HOC 2     | HOC 3 1   | PAU 1 2  | PAU 2 3   | PAU 3 1   | MNZ 1 5   | MNZ 2 DNF | MNZ 3     | SPA 1     | SPA 2 6   | SPA 3 2   | NOR 1     | NOR 2 3   | NOR 3 4   | ZAN 1 5   | ZAN 2 DNF | ZAN 3 10  | RBR 1 6   | RBR 2 4  | RBR 3 6  | ALG 1 6   | ALG 2 7   | ALG 3 7   | NÜR 1 4   | NÜR 2 5   | NÜR 3 5   | HOC 1 8  | HOC 2 10 | HOC 3 23  | 4.             | 363,5  |
| 2015 | Alessio Lorandi    | Volkswagen | SIL 1 DNF | SIL 2 16  | SIL 3 14  | HOC 1 DNF | HOC 2 30  | HOC 3 DNF | PAU 1 6  | PAU 2 13  | PAU 3 7   | MNZ 1 18  | MNZ 2 13  | MNZ 3 18  | SPA 1 10  | SPA 2 10  | SPA 3 7   | NOR 1 17  | NOR 2 9   | NOR 3 9   | ZAN 1 30  | ZAN 2 28  | ZAN 3 19  | RBR 1 15  | RBR 2 28 | RBR 3 20 | ALG 1 17  | ALG 2 27  | ALG 3 DNF | NÜR 1 19  | NÜR 2 DNF | NÜR 3 DNF | HOC 1 12 | HOC 2 13 | HOC 3 12  | 20.            | 26     |
| 2015 | Arjun Maini        | Volkswagen | SIL 1 DNF | SIL 2 14  | SIL 3 16  | HOC 1 16  | HOC 2 DNF | HOC 3 13  | PAU 1 12 | PAU 2 4   | PAU 3 5   | MNZ 1 10  | MNZ 2 20  | MNZ 3 21  | SPA 1 17  | SPA 2 23  | SPA 3 16  | NOR 1 DNF | NOR 2 14  | NOR 3 17  | ZAN 1 13  | ZAN 2 15  | ZAN 3 17  | RBR 1 21  | RBR 2 15 | RBR 3 22 | ALG 1 28  | ALG 2 24  | ALG 3 16  | NÜR 1 8   | NÜR 2 12  | NÜR 3 16  | HOC 1 29 | HOC 2 14 | HOC 3 17  | 18.            | 27     |
| 2016 | Anthoine Hubert    | Mercedes   | CPR 1 17  | CPR 2 8   | CPR 3 6   | HUN 1 DNF | HUN 2 13  | HUN 3 14  | PAU 1 12 | PAU 2 7   | PAU 3 12  | RBR 1 16  | RBR 2 10  | RBR 3 16  | NOR 1 8   | NOR 2 1   | NOR 3 2   | ZAN 1 9   | ZAN 2 4   | ZAN 3 10  | SPA 1 DNF | SPA 2 4   | SPA 3 2   | NUR 1 10  | NUR 2 5  | NUR 3 9  | IMO 1 5   | IMO 2 6   | IMO 3 6   | HOC 1 10  | HOC 2 7   | HOC 3 10  |          |          |           | 8.             | 160    |
| 2016 | Callum Ilott       | Mercedes   | CPR 1 10  | CPR 2 1   | CPR 3 12  | HUN 1 DNF | HUN 2 9   | HUN 3 6   | PAU 1 5  | PAU 2 3   | PAU 3 4   | RBR 1     | RBR 2 4   | RBR 3 2   | NOR 1 DNF | NOR 2 7   | NOR 3 7   | ZAN 1 5   | ZAN 2 3   | ZAN 3 6   | SPA 1 16  | SPA 2 5   | SPA 3 DNF | NUR 1 5   | NUR 2 7  | NUR 3 4  | IMO 1 15  | IMO 2 DNF | IMO 3     | HOC 1 DNF | HOC 2 DSQ | HOC 3 DNF |          |          |           | 6.             | 226    |
| 2016 | Harrison Newey     | Mercedes   | CPR 1 9   | CPR 2 DNF | CPR 3 14  | HUN 1 12  | HUN 2 12  | HUN 3 10  | PAU 1 15 | PAU 2 DNF | PAU 3 14  | RBR 1 8   | RBR 2 16  | RBR 3 11  | NOR 1 14  | NOR 2 DNF | NOR 3 10  | ZAN 1 19  | ZAN 2 12  | ZAN 3 18  | SPA 1 6   | SPA 2 12  | SPA 3 12  | NUR 1 14  | NUR 2 11 | NUR 3 11 | IMO 1 9   | IMO 2 8   | IMO 3 DNF | HOC 1 15  | HOC 2 18  | HOC 3 12  |          |          |           | 18.            | 22     |
| 2016 | Pedro Piquet       | Mercedes   | CPR 1 11  | CPR 2 14  | CPR 3 DNF | HUN 1 13  | HUN 2 14  | HUN 3 7   | PAU 1 20 | PAU 2 DNF | PAU 3 10  | RBR 1 19  | RBR 2 DNF | RBR 3 13  | NOR 1 9   | NOR 2 DNF | NOR 3 DNF | ZAN 1 13  | ZAN 2 16  | ZAN 3 13  | SPA 1 18  | SPA 2 6   | SPA 3 14  | NUR 1 17  | NUR 2 9  | NUR 3 15 | IMO 1 DNF | IMO 2 12  | IMO 3 14  | HOC 1 16  | HOC 2 17  | HOC 3 15  |          |          |           | 19.            | 19     |

| Legende  | Legende            | Legende                                                          |
| Farbe    | Abkürzung          | Bedeutung                                                        |
| -------- | ------------------ | ---------------------------------------------------------------- |
| Gold     | –                  | Sieg                                                             |
| Silber   | –                  | 2. Platz                                                         |
| Bronze   | –                  | 3. Platz                                                         |
| Grün     | –                  | Platzierung in den Punkten                                       |
| Blau     | –                  | Klassifiziert außerhalb der Punkteränge                          |
| Violett  | DNF                | Rennen nicht beendet (did not finish)                            |
| Violett  | NC                 | nicht klassifiziert (not classified)                             |
| Rot      | DNQ                | nicht qualifiziert (did not qualify)                             |
| Rot      | DNPQ               | in Vorqualifikation gescheitert (did not pre-qualify)            |
| Schwarz  | DSQ                | disqualifiziert (disqualified)                                   |
| Weiß     | DNS                | nicht am Start (did not start)                                   |
| Weiß     | WD                 | zurückgezogen (withdrawn)                                        |
| Hellblau | PO                 | nur am Training teilgenommen (practiced only)                    |
| Hellblau | TD                 | Freitags-Testfahrer (test driver)                                |
| ohne     | DNP                | nicht am Training teilgenommen (did not practice)                |
| ohne     | INJ                | verletzt oder krank (injured)                                    |
| ohne     | EX                 | ausgeschlossen (excluded)                                        |
| ohne     | DNA                | nicht erschienen (did not arrive)                                |
| ohne     | C                  | Rennen abgesagt (cancelled)                                      |
| ohne     | keine WM-Teilnahme |                                                                  |
| sonstige | P/fett             | Pole-Position                                                    |
| sonstige | 1/2/3/4/5/6/7/8    | Punktplatzierung im Sprint-/Qualifikationsrennen                 |
| sonstige | SR/kursiv          | Schnellste Rennrunde                                             |
| sonstige | *                  | nicht im Ziel, aufgrund der zurückgelegten Distanz aber gewertet |
| sonstige | ()                 | Streichresultate                                                 |
| sonstige | unterstrichen      | Führender in der Gesamtwertung                                   |

### Ergebnisse in der deutschen Formel 3
| Jahr | Fahrer              | OSC | OSC | HOC | HOC | LAU | LAU | NÜR | NÜR | NÜR | NÜR | ASS | ASS | LAU | LAU | ASS | ASS | SAL | SAL | OSC | OSC | Meisterschaft | Punkte |
| ---- | ------------------- | --- | --- | --- | --- | --- | --- | --- | --- | --- | --- | --- | --- | --- | --- | --- | --- | --- | --- | --- | --- | ------------- | ------ |
| 2006 | Récardo Bruins Choi | 6   | DNF | 2   | 27  | 23  | DNF | DNS | 5   | 12  | 4   | 19  | 7   |     |     | DNF | 14  | 8   | 6   | 6   | 2   | 7.            | 38     |
| 2006 | Dominick Muermans   | DNF | DNF | 22  | DNF | 17  | DNF | 12  | 20  | 24  | 10  | 10  | 13  |     |     | DNF | 11  | 14  | 10  | 8   | 7   | 23.           | 3      |

| Jahr | Fahrer              | HOC | HOC | OSC | OSC | NÜR | NÜR | NÜR | NÜR | LAU | LAU | ASS | ASS | ASS | ASS | SAC | SAC | OSC | OSC | Meisterschaft | Punkte |
| ---- | ------------------- | --- | --- | --- | --- | --- | --- | --- | --- | --- | --- | --- | --- | --- | --- | --- | --- | --- | --- | ------------- | ------ |
| 2007 | Carlo van Dam       | 2   | 1   | 3   | 1   | 1   | 8   | 2   | 3   | 4   | 1   | 1   | 1   | 1   | 3   | 3   | 1   | 3   | 1   | 1.            | 159    |
| 2007 | Récardo Bruins Choi | 3   | 4   | 4   | 5   | 11  | 3   | 1   | 2   | 5   | 5   | 6   | 2   | 5   | 1   | 4   | 5   | DNF | 4   | 4.            | 85     |

| Jahr | Fahrer           | HOC | HOC | OSC | OSC | NÜR | NÜR | HOC | HOC | ASS | ASS | NÜR | NÜR | LAU | LAU | SAC | SAC | OSC | OSC | Meisterschaft | Punkte |
| ---- | ---------------- | --- | --- | --- | --- | --- | --- | --- | --- | --- | --- | --- | --- | --- | --- | --- | --- | --- | --- | ------------- | ------ |
| 2008 | Laurens Vanthoor | 12  | DNF | 2   | 8   | DNF | 2   | DNF | 7   | 6   | 3   | 2   | 2   | 2   | 11  | 2   | 1   | 18  | 1   | 4.            | 85     |
| 2008 | Rahel Frey       | 10  | 10  | 6   | DNF | 9   | 11  | 11  | 18  | 18  | 12  | 9   | 13  | 8   | DNF | 18  | 23  |     |     | 14.           | 5      |
| 2008 | Niall Quinn      |     |     |     |     |     |     |     |     |     |     |     |     |     |     |     |     | 7   | 7   | NC            | NC     |

| Jahr | Fahrer           | OSC | OSC | NÜR | NÜR | HOC | HOC | OSC | OSC | LAU | LAU | ASS | ASS | NÜR | NÜR | SAC | SAC | OSC | OSC | Meisterschaft | Punkte |
| ---- | ---------------- | --- | --- | --- | --- | --- | --- | --- | --- | --- | --- | --- | --- | --- | --- | --- | --- | --- | --- | ------------- | ------ |
| 2009 | Laurens Vanthoor | 1   | 11  | 1   | 2   | 2   | 1   | 1   | 1   | 1   | 2   | 1   | 1   | 1   | 12  | DNF | 1   | 1   | 2   | 1.            | 163    |
| 2009 | Stef Dusseldorp  | 2   | 1   | DNF | 5   | 1   | 2   | 6   | 9   | 10  | 3   | 2   | 4   | 2   | 3   | 2   | 6   | 3   | 3   | 2.            | 106    |
| 2009 | Armaan Ebrahim   |     |     |     |     |     |     |     |     |     |     |     |     |     |     |     |     | 10  | 12  | NC            | 0      |

| Jahr | Fahrer          | OSC | OSC | SAC | SAC | HOC | HOC | ASS | ASS | NÜR | NÜR | ASS | ASS | LAU | LAU | NÜR | NÜR | OSC | OSC | Meisterschaft | Punkte |
| ---- | --------------- | --- | --- | --- | --- | --- | --- | --- | --- | --- | --- | --- | --- | --- | --- | --- | --- | --- | --- | ------------- | ------ |
| 2010 | Daniel Abt      | 2   | 3   | 4   | 2   | 5   | 3   | 2   | 1   | 5   | 3   | 10  | 15  | 4   | 4   | 2   | 2   | 1   | 16  | 2.            | 112    |
| 2010 | Stef Dusseldorp | 4   | 1   | 3   | 17  | DNF | 2   | 3   | 3   | DNF | 4   | 1   | DNF | 3   | 6   | 4   | 3   | 3   | DNS | 4.            | 88     |
| 2010 | Willi Steindl   | 7   | 9   | 7   | 7   | DNS | 12  | 5   | 6   | 3   | 5   | DNF | 8   | 6   | 18  | 7   | 8   | 7   | 1   | 7.            | 43     |

| Jahr | Fahrer               | OSC | OSC | SPA | SPA | SAC | SAC | ASS | ASS | ZOL | ZOL | RBR | RBR | LAU | LAU | ASS | ASS | HOC | HOC | Meisterschaft | Punkte |
| ---- | -------------------- | --- | --- | --- | --- | --- | --- | --- | --- | --- | --- | --- | --- | --- | --- | --- | --- | --- | --- | ------------- | ------ |
| 2011 | Richie Stanaway      | 1   | 1   | 2   | 1   | 1   | 4   | 1   | 1   | 1   | 5   | 1   | 1   | 2   | 1   | 2   | 1   | 1   | 1   | 1.            | 181    |
| 2011 | Hannes van Asseldonk | 5   | 8   | 8   | DNF | 8   | 11  | 7   | DNF | 4   | 3   | 3   | 3   | DNF | 3   | 3   | 5   | 4   | 4   | 5.            | 61     |
| 2011 | Jeroen Mul           | 11  | DNF | 17  | 7   | 7   | DNF | 8   | 8   | 10  | 8   | DNF | 12  | 5   | 6   | 5   | DNF | 10  | 10  | 10.           | 18     |

| Legende  | Legende            | Legende                                                          |
| Farbe    | Abkürzung          | Bedeutung                                                        |
| -------- | ------------------ | ---------------------------------------------------------------- |
| Gold     | –                  | Sieg                                                             |
| Silber   | –                  | 2. Platz                                                         |
| Bronze   | –                  | 3. Platz                                                         |
| Grün     | –                  | Platzierung in den Punkten                                       |
| Blau     | –                  | Klassifiziert außerhalb der Punkteränge                          |
| Violett  | DNF                | Rennen nicht beendet (did not finish)                            |
| Violett  | NC                 | nicht klassifiziert (not classified)                             |
| Rot      | DNQ                | nicht qualifiziert (did not qualify)                             |
| Rot      | DNPQ               | in Vorqualifikation gescheitert (did not pre-qualify)            |
| Schwarz  | DSQ                | disqualifiziert (disqualified)                                   |
| Weiß     | DNS                | nicht am Start (did not start)                                   |
| Weiß     | WD                 | zurückgezogen (withdrawn)                                        |
| Hellblau | PO                 | nur am Training teilgenommen (practiced only)                    |
| Hellblau | TD                 | Freitags-Testfahrer (test driver)                                |
| ohne     | DNP                | nicht am Training teilgenommen (did not practice)                |
| ohne     | INJ                | verletzt oder krank (injured)                                    |
| ohne     | EX                 | ausgeschlossen (excluded)                                        |
| ohne     | DNA                | nicht erschienen (did not arrive)                                |
| ohne     | C                  | Rennen abgesagt (cancelled)                                      |
| ohne     | keine WM-Teilnahme |                                                                  |
| sonstige | P/fett             | Pole-Position                                                    |
| sonstige | 1/2/3/4/5/6/7/8    | Punktplatzierung im Sprint-/Qualifikationsrennen                 |
| sonstige | SR/kursiv          | Schnellste Rennrunde                                             |
| sonstige | *                  | nicht im Ziel, aufgrund der zurückgelegten Distanz aber gewertet |
| sonstige | ()                 | Streichresultate                                                 |
| sonstige | unterstrichen      | Führender in der Gesamtwertung                                   |